# Красногорье (Котельничский район)
Красногорское — село в Котельничском районе Кировской области, административный центр Красногорского сельского поселения.

## География
Располагается на расстоянии примерно 17 км по прямой на север от райцентра города Котельнич.

## История
Известно с 1671 года как погост с 1 двором, в 1764 году здесь было учтено 19 жителей. В 1873 году в селе Красногорском было отмечено дворов 3 и жителей 18, в 1905 4 и 21, в 1926 15 и 32, в 1950 31 и 68, в 1989 году проживал 551 житель. С 1841 года действовала каменная Смоленско-Богородицкая церковь.

## Население
Постоянное население  составляло 432 человека (русские 97%) в 2002 году, 329 в 2010.